# Charles Gyude Bryant
Charles Gyude Bryant, (Monróvia, 17 de janeiro de 1949 - Monróvia, 16 de abril de 2014), foi um empresário liberiano e chefe do governo provisório (sem o título de presidente da Libéria entre 2004 e 2006, até à posse da presidente-eleita Ellen Johnson-Sirleaf.